# Que Dia Es Hoy
"Qué Día Es Hoy" é uma canção do cantor porto-riquenho Ricky Martin, extraída como segundo single de seu segundo álbum de estúdio em carreira solo, intitulado Me Amarás (1993). A canção foi lançada em 22 de fevereiro de 1993, e foi acompanhada de um videoclipe. 
Em 2008, a versão remixada foi incluída na compilação 17.

## Charts
| Chart (1993)                    | Melhor posição |
| ------------------------------- | -------------- |
| U.S. Billboard Hot Latin Tracks | 26             |